# Дрохва ефіопська
Дрохва ефіопська (Neotis heuglinii) — вид птахів родини дрохвових (Otididae).

## Назва
Вид названо на честь німецького зоолога та мандрівника Теодора Гойгліна.

## Поширення
Вид поширений в напівпосушливих регіонах Східної Африки. Трапляється в Джибуті, Еритреї, Ефіопії, Кенії та Сомалі.

## Опис
Це досить великий вид, завдовжки до 89 см. Самці важать 4–8 кг, а значно менші самиці — 2,6–3 кг. Спина та крила каштанові з білими цятками. Махові пера чорні. Передня частина голови чорна, ближче до шиї стає білою. Шия та груди брудно-сірого кольору. Груди відділені від чисто білого черева чорною смугою. Дзьоб чорний.

## Спосіб життя
Птах мешкає у сухих луках, саванах на пасовищах. Трапляється невеликими групами. Живиться комахами, дрібними хребетними, ягодами, квітами, травами. Сезон розмноження припадає на сезон дощів у період з квітня по червень на півночі ареалу та між січнем і червнем на півночі Кенії, коли трава є найвищою. У кладці є два яйця.